# 335668 Ignalina
335668 Ignalina è un asteroide della fascia principale. Scoperto nel 2006, presenta un'orbita caratterizzata da un semiasse maggiore pari a 2,138342 UA e da un'eccentricità di 0,129128, inclinata di 3,349261° rispetto all'eclittica.
Il nome ricorda la città lituana di Ignalina.